# 陳浩 (宣德進士)
陳浩（1407年—？），字宗海，山西平陽府吉州（今吉縣）人，明朝政治人物。進士出身。

## 生平
山西鄉試第二名。宣德五年（1430年）丁丑科會試第九十一名，殿試登進士第三甲第一名。

## 家族
曾祖父陳敬夫。祖父陳忠，曾任任滄州吏目。父亲陳惟言，曾任陝西秦安縣丞。